# Moe (argou)
Moe (萌え? ja [mo.e] ⓘ) este un cuvânt japonez care se referă la sentimente puternice de afecțiune, în principal față de personaje din anime, manga, jocuri video și alte medii adresate pieței otaku. Totuși, termenul moe a ajuns să fie folosit și pentru a desemna sentimente de afecțiune față de orice subiect.

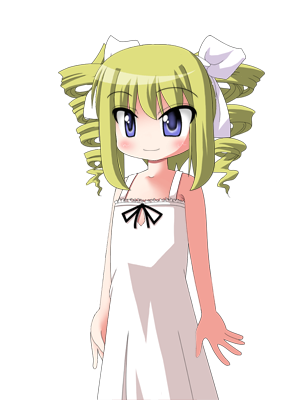
Personaj care ar putea apărea într-un anime sau manga și să creeze sentimente moe

Moe este legat de neotenie și de sentimentul de „drăgălășenie” pe care un personaj îl poate trezi. Cuvântul moe a apărut în Japonia la sfârșitul anilor 1980 și începutul anilor 1990 și are o origine incertă, deși există mai multe teorii cu privire la modul în care a intrat în uz. Personajele moe s-au extins în mass-media japoneză, iar conceptul a fost comercializat. Există concursuri, atât online cât și în lumea reală, dedicate lucrurilor în stil moe, inclusiv unul organizat de unul dintre organismele japoneze de clasificare a jocurilor. Diverși comentatori de seamă, precum Tamaki Saitō, Hiroki Azuma și Kazuya Tsurumaki, și-au exprimat opiniile despre moe și semnificația acestuia.

## Definiție
În argou, moe se referă la sentimente de afecțiune, adorare, devotament și entuziasm resimțite față de personaje care apar în manga, anime, jocuri video și alte forme de media (de obicei japoneze). Personajele care trezesc astfel de sentimente sunt numite „personaje moe”. Cuvântul a evoluat și este folosit acum în legătură cu tot felul de subiecte. În semnificația termenului este inclusă ideea că „sentimentele profunde față de un anumit subiect” sunt utilizate în cazuri în care un simplu „îmi place” nu este suficient pentru a exprima sentimentul respectiv. Caracteristica comună a tuturor sentimentelor de moe este că subiectul acestor sentimente este ceva cu care nu se poate avea o relație reală – cum ar fi un personaj fictiv, un idol pop sau o substanță anorganică. Poate fi considerat un fel de „pseudoromantism”, dar nu este întotdeauna văzut ca fiind același lucru cu „romantismul”.

## Origini
Originea și etimologia termenului moe sunt necunoscute. Editorialistul de anime John Oppliger a prezentat mai multe teorii populare care descriu modul în care termenul ar fi putut deriva din numele unor eroine din anime, precum Hotaru Tomoe din Sailor Moon (Tomoe este scris 土萌, iar kanji-ul relevant este același) sau Moe Sagisawa din anime-ul Kyōryū Wakusei din 1993. Termenul a devenit popular pentru prima dată în perioada 1993–1994 în rândul utilizatorilor de sisteme de tip bulletin board japoneze.
Psihologul Tamaki Saitō consideră că provine din cuvântul japonez pentru „a înmuguri” – moeru (萌える?). Ken Kitabayashi de la Institutul de Cercetare Nomura a definit moe ca „atracția puternică față de propriile idealuri”. Kitabayashi a identificat termenul moe ca un joc de cuvinte cu verbul japonez de clasa godan „a înmuguri” moyasu (萌やす?) și omofonul său „a arde” moyasu (燃やす?). În aceeași idee, el a remarcat și jocul de cuvinte între verbul de clasa ichidan „a înmuguri” moeru (萌える?) și omofonul său „a arde” moeru (燃える?) (în sensul de „a arde de pasiune” sau „a arde în inimă”).
Antropologul Patrick Galbraith îl citează pe Morikawa Kaichirō, care susține că termenul provine din forumuri online precum NIFTY-Serve și Tokyo BBS din anii ’90, unde fanii discutau despre personaje bishōjo. Galbraith susține că moe își are rădăcinile în dezvoltarea personajelor bishōjo în subculturile japoneze din anii ’70 și ’80. Acest lucru a fost ilustrat de boom-ul lolicon din anii ’80, un „teren fertil” pentru „dorul înmugurit față de personaje fictive”.
Organizatorul Comiket, Ichikawa Kōichi, a descris-o pe Lum din Urusei Yatsura⁠(d) drept atât sursa moe, cât și primul personaj Tsundere⁠(d). Personajul Clarisse din filmul The Castle of Cagliostro (1979) al lui Hayao Miyazaki a fost, de asemenea, citat ca un posibil exemplu ancestral, cu Lupin comportându-se ca un frate mai mare pentru Clarisse și tachinându-l pe Contele Cagliostro pentru că voia să se căsătorească cu cineva pe jumătate din vârsta lui. Potrivit criticului cultural Hiroki Azuma, pe măsură ce Rei Ayanami din Neon Genesis Evangelion⁠(d) a devenit un personaj tot mai apreciat de fani, ea „a schimbat regulile” privind ceea ce era considerat moe. Industria a creat de atunci numeroase personaje care împărtășesc trăsăturile ei – piele palidă, păr albastru și o „personalitate tăcută”.

## Utilizare

### Aplicare comercială

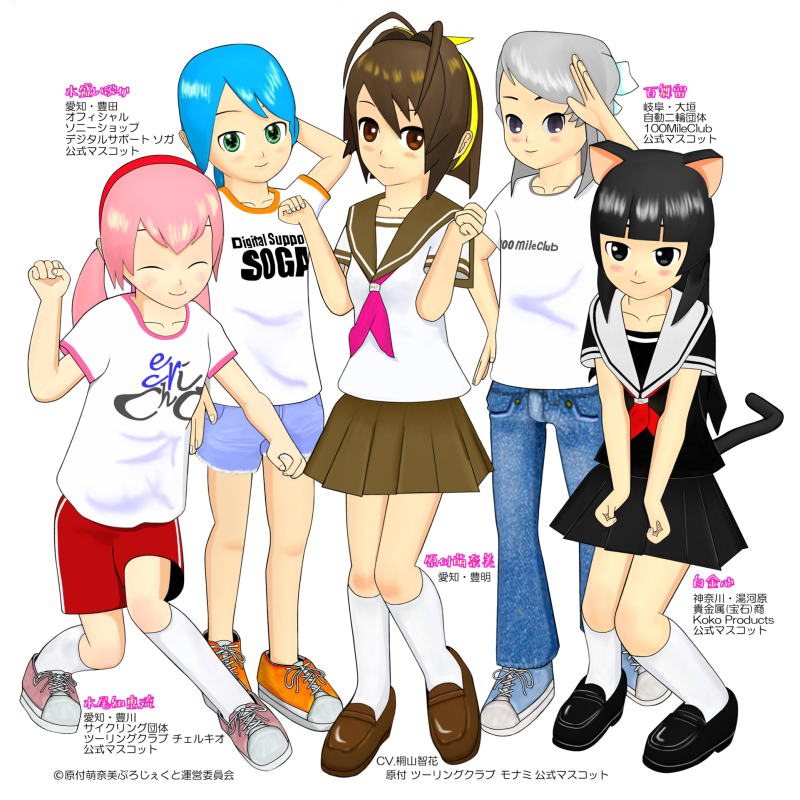
Câteva personaje moe comercializate: (de la stânga la dreapta) Chieru Kio, Ibuka Kimori, Monami Gentsuki, Mairu Hyaku, Kokoro Shirogane

Personajele moe s-au extins în cadrul pieței media japoneze. În 2003, piața pentru media moe – cum ar fi publicațiile tipărite, videoclipurile și jocurile – valora 88 de miliarde de yeni, aproximativ o treime din piața otaku din Japonia, estimată la 290 de miliarde de yeni. În 2009, Brad Rice, redactor-șef al Japanator, a declarat că "moe a devenit, la propriu, o forță economică", menționând că tot mai multe produse folosesc elemente de moe pentru a se vinde mai bine. Rice a mai spus că moe este folosit pentru a atrage lucrări anime și manga către „fani înrăiți care cumpără cantități excesive de produse legate de personajele dorite”.
John Oppliger de la AnimeNation a urmărit primul deceniu a anilor 2000 ca perioada în care moe a devenit tot mai popular și recunoscut. Comercializarea a venit ca rezultat al acestui interes, iar moe a evoluat de la o dorință non-sexuală la o fascinație sublimată sexual față de drăgălășenie. Oppliger afirmă că moe a trecut de la o interacțiune între personaj și spectator la un fetisism concentrat al privitorului. Printre exemplele folosite de el se numără seriile K-On!⁠(d), Lucky Star⁠(d) și Moetan⁠(d), unde subliniază că acestea „gravitează în jurul unor personaje feminine adorabile, capricioase, stângace, aflate la începutul adolescenței, pentru a stârni, inflama și manipula interesul și afecțiunea spectatorilor”. Mai degrabă decât să evoce sentimente de moe, aceste personaje erau în sine „personaje moe” cu trăsături definitorii ale stilului moe. Oppliger le-a descris ca fiind „adorabil de drăgălașe, ușor atrăgătoare din punct de vedere sexual, conștiente de sine, dar încă neatinse de cinism”, adăugând că ele cer atenție și adorare, în loc să o câștige pasiv.
Odată cu apariția antropomorfismul moe, trăsăturile moe sunt aplicate pentru a conferi elemente umane obiectelor neînsuflețite. Seria de jocuri video Gradius⁠(d) include o navă spațială numită Vic Viper. Într-un joc derivat, trăsături moe sunt aplicate navei Vic Viper pentru a crea pe Otomedius⁠(d).

### Atracție sexuală
Uneori, sentimentele de moe față de personaje fictive includ și „excitație sexuală” sau sunt înțelese într-un context în care „apar multe fete frumoase și sâni”. În astfel de cazuri, sentimentele de afecțiune pură care devin treptat mai intense pot duce la apariția unor sentimente de erotism. De asemenea, s-a subliniat că dorința sexuală orientată spre astfel de personaje este diferită de dorința față de oameni reali.
Totuși, moe este considerat distinct de dorința pur sexuală. Deși o cantitate mică de dorință este în general acceptată ca parte a moe-ului, un sentiment care se concentrează prea mult pe latură sexuală este considerat în afara sferei moe. Potrivit comentatorului Tōru Honda, care consideră că moe este un „romantism imaginar”, forma ideală de dragoste în cadrul moe este „dragostea romantică”.

### Concursuri
Există mai multe concursuri sau clasamente informale pe internet pentru personaje considerate moe. Un astfel de concurs este Anime Saimoe Tournament, organizat de membrii forumului text-based 2channel, care a avut loc anual din 2002 până la anularea sa după ediția din 2014, din cauza scăderii interesului. Personajele moe din anul fiscal care începe la 1 iulie și se termină la 30 iunie anul următor erau eligibile pentru concurs. Fiecare ediție includea cel puțin 280 de personaje moe. Derivate ale turneului Saimoe includ RPG Saimoe, cu personaje din jocuri video, și SaiGAR, o competiție între cei mai „masculini” bărbați din anime. În 2006 și 2007, Turneul Saimoe a devenit un eveniment tot mai internațional; utilizatorii de pe 2channel au adăugat o versiune în limba engleză a paginii cu reguli, pentru a veni în întâmpinarea fanilor străini. Un alt concurs online de popularitate moe pentru un public global este International Saimoe League (ISML), care a început în 2008 și are loc anual. Inițial, doar personajele feminine erau eligibile, dar în 2011 a fost adăugat un turneu demonstrativ pentru personaje masculine, care ulterior a devenit competiție oficială alături de cea feminină începând cu 2015.
Concursuri moe există și în publicații de reviste, dar și în lumea reală. Moe Game Awards sunt premii acordate anual jocurilor bishōjo lansate în acel an, în diverse categorii precum: muzică de fundal, design de personaje, fandisc, grafică și conținut erotic. Premiile au început în 2006 sub numele Bishōjo Game Awards, dar au fost redenumite Moe Game Awards în 2009. Sunt sponsorizate de Ethics Organization of Computer Software (EOCS), organismul japonez de clasificare a jocurilor, care le descrie drept „o versiune R18 a premiilor Oscar pentru industria jocurilor”. Reviste care includ concursuri moe sunt, de exemplu, publicația japoneză Dengeki Moeoh, care găzduiește o rubrică numită "Moeoh Rankings" (萌王ランキング?), unde sunt prezentate cele mai bune 10 personaje moe ale lunii, stabilite prin voturile cititorilor.

## Comentarii
Există diverse interpretări ale conceptului de moe, iar subiectul a fost intens dezbătut. Psihologul Tamaki Saitō consideră că moe, așa cum este utilizat de otaku, reprezintă expresia unui tip specific de sexualitate. Saitō subliniază că, deși creațiile otaku reflectă o percepție anormală asupra sexualității, puțini otaku aplică această percepție în viața reală. Prin urmare, el susține că moe este ceva care susține sexualitatea otaku-lui în cadrul unei lumi ficționale, unde ficțiunea însăși devine obiectul dorinței, fără a mai exista nevoia de realitate.
Pe de altă parte, criticul Hiroki Azuma respinge argumentul lui Saitō, considerându-l „prea complicat.”. Azuma susține că a „simți moe” este pur și simplu actul de a analiza trăsăturile moe ale unui personaj și de a le dezvolta în propria minte, ceea ce îl diferențiază de simpla empatie. Aceste trăsături pot fi fizice – cum ar fi urechile de pisică sau costumul de menajeră, sau pot fi arhetipuri de personalitate, precum cel al personajului Rei Ayanami. Azuma vede acest proces ca pe un act prin care otaku-l își satisface dorințele în cadrul unor relații limitate și îl plasează într-un trend mai larg al „animalizării”, împlinirea unor dorințe mici, izolate de un context narativ grandios. Astfel, el simplifică ideea lui Saitō despre moe în ceva ce seamănă cu obținerea de semnale de excitare sexuală într-un mediu izolat – similar cu dresajul unui animal.
În contrast, Tōru Honda respinge ideea că moe este pur și simplu „un răspuns de excitare la semnale și, deci, animalizare”, argumentând că această interpretare nu permite înțelegerea esenței lui moe. Honda consideră că moe este actul de a rememora idealuri printre semnale de fundal – o activitate mentală necesară, apărută ca reacție la modul în care romantismul respins de religie a fost susținut de materialism. El interpretează moe ca pe o activitate mentală legată de mitologie și religie. În plus, Honda afirmă că fenomenul de „animalizare” a apărut doar după perioada „bulei economice” a Japoniei, când oamenii au început să consume produse care imitau romantismul sau sexualitatea reală. Deoarece moe este deseori interpretat ca fiind în competiție cu căutarea iubirii în viața reală, el este văzut ca opusul machismului dominat de bărbați. Spre deosebire de Saitō, care nu face distincție între moe și formele mai violente de anomalii sexuale (și vorbește despre moe în contextul „sentō bishōjo” – „fete frumoase care luptă”), Honda tratează moe ca fiind exact opusul sexualității agresive regăsite în operele sumbre ale unor autori precum Henry Darger⁠(d).
Regizorul de anime Kazuya Tsurumaki definește moe ca „actul de a completa informațiile lipsă despre un personaj prin propriile presupuneri”. Acceptând această viziune, scriitorul Junji Hotta explică faptul că personajele se nasc din instinctul uman, motivul exact pentru care cineva poate fi mai ușor fermecat de ele decât de persoane reale. Toshio Okada afirmă că, deși el însuși nu înțelege pe deplin moe, îl definește nu doar ca pe o emoție stârnită de fetele frumoase, ci și ca pe o meta-perspectivă – conștientizarea faptului că te afli într-o stare emoțională provocată de acestea.
În The Moe Manifesto, antropologul Patrick Galbraith definește moe ca pe un răspuns afectiv față de personaje fictive sau reprezentări ale acestora. Aplicațiile acestei definiții se extind asupra discursurilor politice, economice și culturale. Ca exemplu practic, Matthew Brummer descrie cum Forțele de Autoapărare ale Japoniei folosesc cultura pop și moe-ul pe care aceasta îl generează pentru a modela percepțiile publicului asupra instituției militare: The Manga Military.